# Eduard Imhof

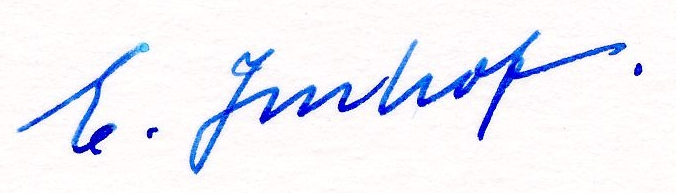
Firma di Eduard Imhof

Eduard Imhof (Schiers, 25 gennaio 1895 – Erlenbach, 27 aprile 1986) è stato un cartografo e docente svizzero, famoso come autore di numerosi atlanti.

## Biografia
Eduard Imhof nacque a Schiers, una cittadina della Svizzera orientale. Suo padre era un geografo che insegnava alla locale scuola superiore. Nel 1902 la famiglia Imhof si spostò a Zurigo, dove Eduard continuò i propri studi. Tra il 1914 e il 1919 frequentò i corsi di rilevamento presso il Politecnico federale di Zurigo (ETH). Come studente dovette interrompere alcune volte i propri studi per le attività di vigilanza sulla frontiera del proprio paese come luogotenente di artiglieria. Imhof tornò in servizio nell'esercito occasionalmente anche tra il 1939 e il 1945, ottenendo infine la promozione al grado di maggiore. Dopo il conseguimento della laurea iniziò a lavorare come membro della facoltà di Geodesia dell'ETH. Nel 1922 si sposò con Agnes Untersander; la coppia ebbe tra il 1922 e il 1935 quattro figli.
Nel 1927 a Imhof fu affidata la revisione dello Schweizerischer Mittelschulatlas, l'atlante utilizzato nelle scuole superiori svizzere. Tutte le successive edizioni di tale testo comparse tra il 1932 e il 1976 furono sotto la sua supervisione. Anche le edizioni dell'atlante svizzero per le scuole primarie (Schweizerischer Sekundarschulatlas) comparse tra il 1934 e il 1975 furono pubblicate sotto la sua direzione. Nel 1930 Imhof trascorse parecchie settimane in un monastero tibetano dove misurò posizione e altezza del Minya Konka. Durante questa spedizione fu accompagnato dal geologo Paul Nabholz.

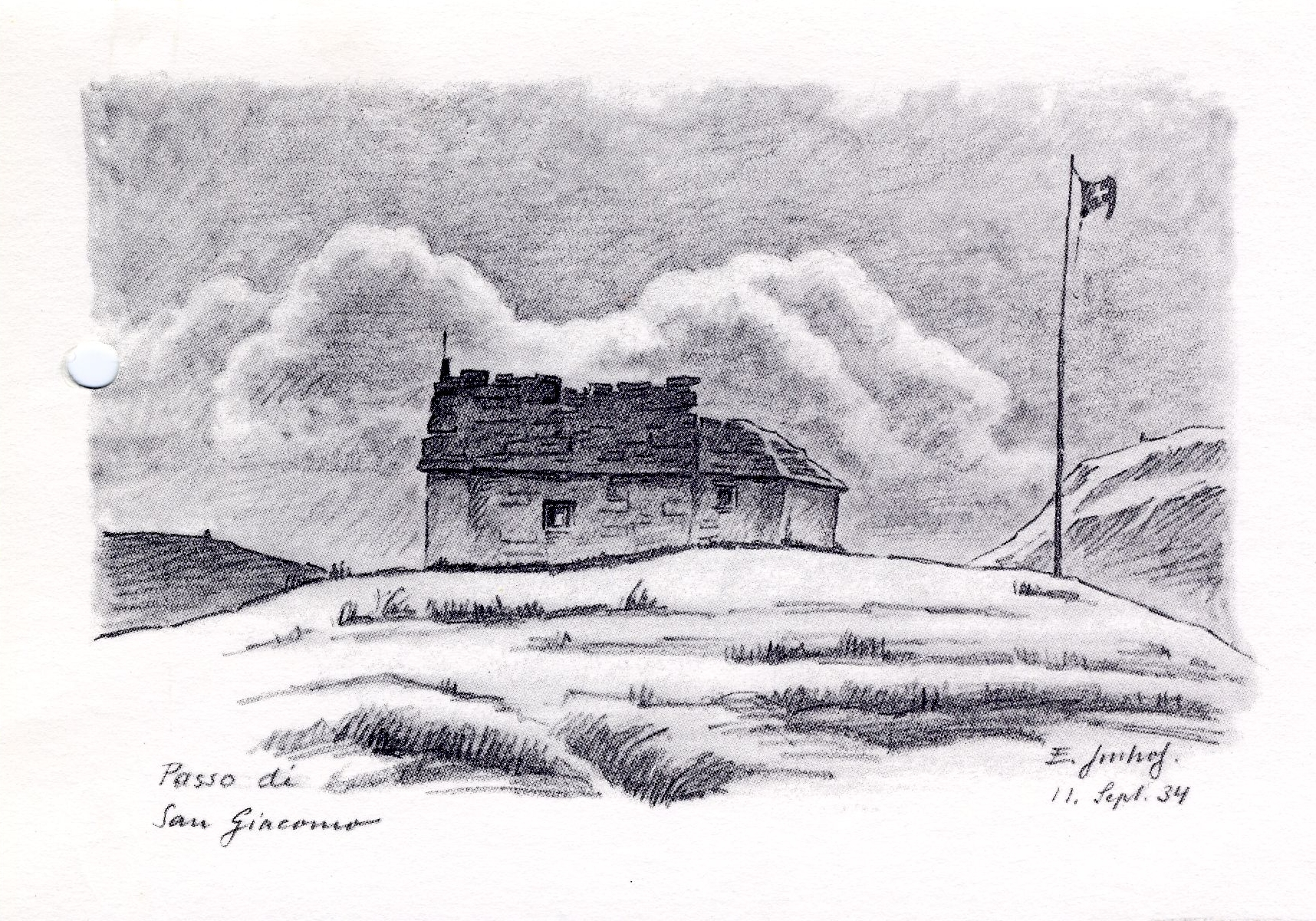
Disegno dal Passo San Giacomo realizzato da Imhof nel 1911

Nel 1949 Imhof fu insignito di un dottorato onorario in Filosofia dell'università di Zurigo come riconoscimento del suo lavoro come cartografo. Nel 1951 lavorò ad Ankara nell'ambito di un rilievo cartografico della Turchia per conto dell'Harita Genel Müdürlügü (l'ufficio cartografico nazionale). Nel 1954 Imhof si risposò con Viola May; nello stesso anno compì una ascensione al Monte Ararat. Eduard Imhof si ritirò dall'insegnamento accademico nel 1965. Continuò però a tenere conferenze e lezioni in pubblico ed accettò vari premi e riconoscimenti per la propria attività; tra gli argomenti dei quali si interessò in tarda età può essere ricordata l'elaborazione della Suddivisione Orografica Internazionale Unificata del Sistema Alpino, alla quale partecipò fornendo alcuni pareri e suggerimenti. Morì a Erlenbach nel 1986 dopo una breve malattia.